# Mercedes-Benz W221
La Mercedes-Benz W221 è la quinta generazione della Mercedes-Benz Classe S, un'autovettura di lusso prodotta dalla casa automobilistica tedesca dal 2005 al 2013.

## Profilo e storia

### Debutto
Le prime immagini della vettura che avrebbe sostituito la W220 cominciarono ad essere diffuse nel 2003: in realtà si trattava di ricostruzioni virtuali, che per molti versi erano ancora non molto vicine alla vettura definitiva, ma che per altri versi avrebbero potuto essere verosimili. Alcune di queste ricostruzioni, infatti, mostravano una parentela stilistica con alcune concept-cars presentate poco tempo prima, in particolare nel frontale, che ricordava quello della Vision GST, a sua volta antesignana della successiva Classe R.

Il debutto della vettura definitiva si ebbe al Salone di Francoforte del settembre 2005, sia in versione a passo normale, sia in versione Lunga, quest'ultima contraddistinta dalla sigla di progetto V221. I livelli di allestimento erano due: Elegance ed Avantgarde.

#### Design ed interni

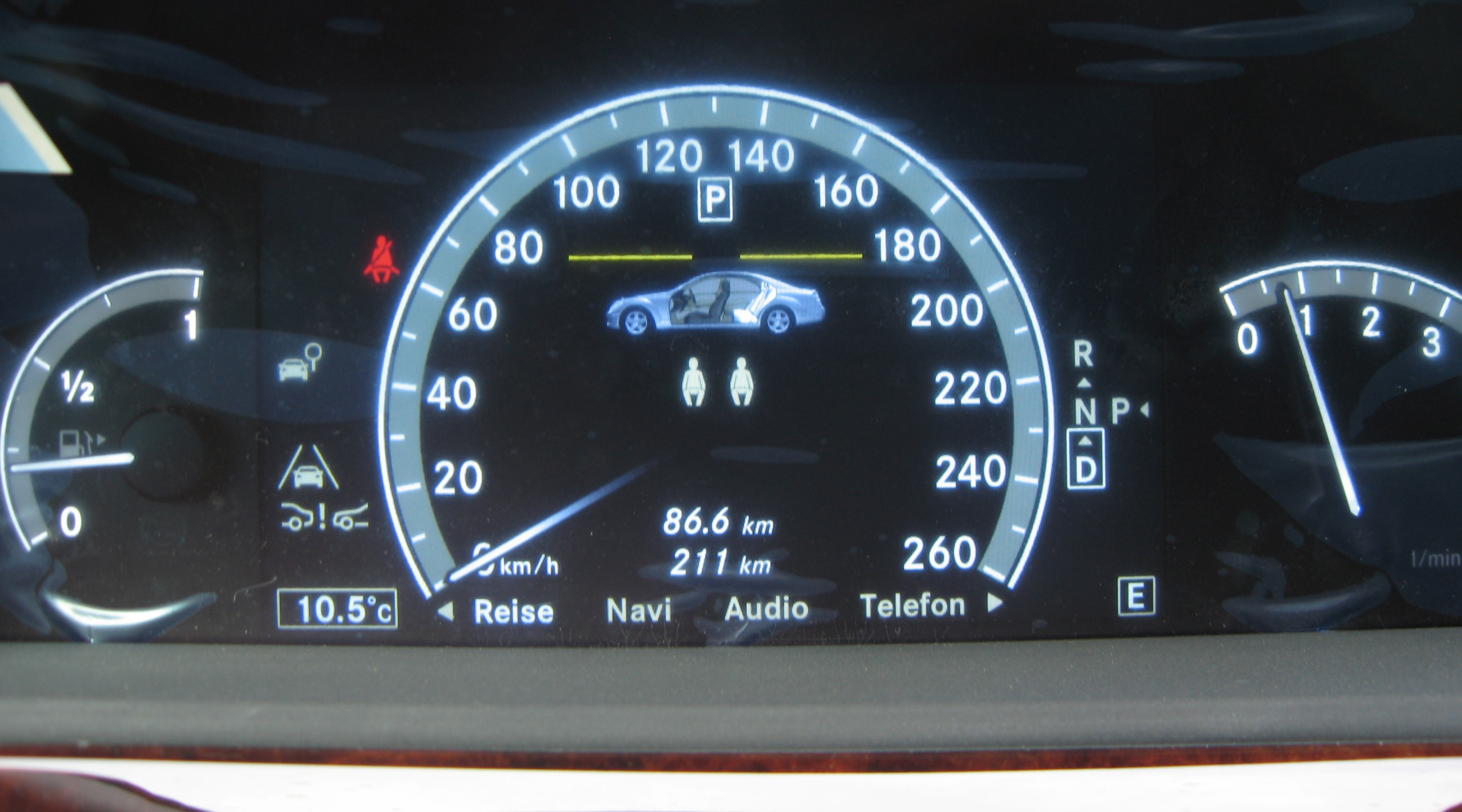
Strumentazione di una W221 S600

In generale, la linea della nuova ammiraglia Mercedes-Benz è più ostentatrice rispetto a quella morbida e sobria della precedente Classe S, la W220. Se quest'ultima appariva fin troppo sinuosa a scapito dell'imponenza d'immagine che un'autovettura di tale segmento è solita esibire, la nuova W221 è caratterizzata da un insieme di linee tese e curvilinee, il quale, unito all'aumento delle dimensioni esterne, ha dato vita ad una vettura piuttosto imponente nell'aspetto, ma non nello stesso modo in cui lo era a suo tempo la W140, facendo anche apparire più dinamica la vettura.
Il frontale è caratterizzato dall'ampia calandra tipica delle automobili Mercedes, ai cui lati si trovano gruppi ottici di grandi dimensioni e dal disegno spigoloso esternamente e curvilineo nella zona interna. La fiancata presenta dei passaruota molto pronunciati che le conferiscono un aspetto più sportivo al contrario delle precedenti generazioni di Classe S. Inoltre, dalla vista laterale si nota l'andamento arcuato del padiglione che rende più filante la vista d'insieme, mentre la linea di cintura della vettura è percorsa longitudinalmente da una massiccia nervatura. La coda è caratterizzata da gruppi ottici di forma trapezoidale divisi orizzontalmente in tre parti, mentre lo sportello del vano bagagli è più interno rispetto alla linea costituita dal paraurti posteriore. Nel complesso, la coda sembra essere la parte più snella dell'intero corpo vettura.
L'abitacolo della W221 presenta un nuovo disegno, ed accanto a soluzioni classiche come gli inserti in legno presenta alcune novità, come l'impostazione della plancia che ora non è più disseminata di pulsanti e comandi, ma è più lineare e di più facile lettura: la maggior parte dei comandi si trova ora concentrata in un dispositivo situato sul tunnel centrale, che viene denominato Comand Controller dalla casa costruttrice, ma che di fatto ricorda molto da vicino il dispositivo iDrive già introdotto pochi anni prima dalla BMW. È presente un nuovo display multifunzione, per la prima volta incorniciato dalla stessa palpebra che racchiude il cruscotto il quale presenta una strumentazione completa e di facile lettura. L'abitacolo è inoltre caratterizzato da alcuni inserti di alluminio.

#### Dotazione di serie su tutte le versioni

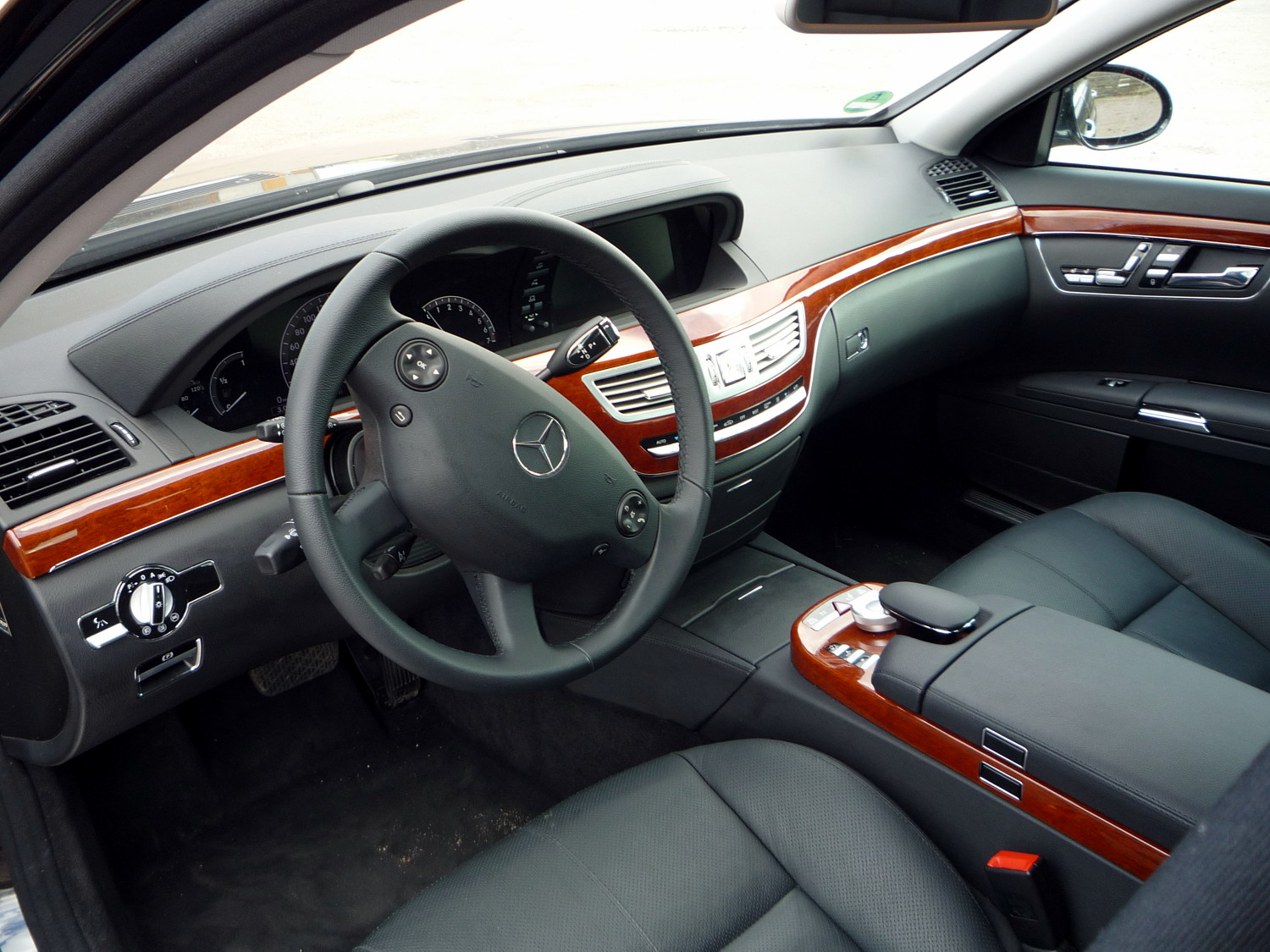
Il posto guida di una W221 S350

Indipendentemente dal livello di allestimento, sono disponibili di serie: interni in pelle, portaoggetti refrigerati, braccioli anteriori e posteriori ribaltabili e con portaoggetti, cerchi in lega, chiusure centralizzate con radiocomando, chiusura per bambini con sbloccaggio temporaneo, chiusura servoassistita delle portiere e del cofano, fari attivi Bi-Xeno con movimento automatico in curva, freno di stazionamento elettrico, volante multifunzione regolabile elettricamente con memorie, sedili anteriori in pelle a regolazione elettrica in altezza, lunghezza e lombare con memorie, specchietti esterni elettrici, termici, abbattibili elettricamente e con memoria, luci interne temporizzate, riparazione pneumatici con pompa elettrica, luci stop adattive, navigatore satellitare con DVD, Hard Disk, slot PCMCIA e mp3, rifiniture interne in radica, segnalatore abbassamento pressione pneumatici, sensori per attivazione automatica di luci e tergicristalli con regolatore di sensibilità, servosterzo parametrico in funzione della velocità, cruise control, vano portaocchiali, luci di cortesia negli specchietti ant. e posteriori, vetri stratificati atermici, IR-Riflettenti e antirumore.
Per quanto riguarda la sicurezza, la vettura è dotata di un sistema che la casa denomina PRE-SAFE, presentato nel 2002, con l'obiettivo di sfruttare i secondi preziosi che precedono un incidente. L'auto è dotata di 8 airbag che riescono a ricoprire anche le superfici vetrate. Tra gli altri dispositivi dedicati alla sicurezza su strada vanno inoltre segnalati: il sensore degli angoli ciechi (BSA), il sistema di visione notturna, il sistema di gestione automatica della distanza di sicurezza ed il sistema di assistenza al parcheggio. Le versioni a passo lungo hanno ulteriormente di serie: sedili posteriori regolabili elettricamente, sedili anteriori e posteriori riscaldati, tendina parasole al lunotto, tetto apribile elettrico.
Disponibili come optional: poggiatesta attivi NECK-PRO, sedili Multicontour adattivi al corpo, Sound System Surround Harman Kardon Logic 7 DTS, Dolby Digital 5.1, 14 altoparlanti, 600 W caricatore per 6 DVD, tetto panoramico, tendine laterali, luci soffuse interne per tutto l'abitacolo, televisione anteriore e posteriore, frigorifero posteriore, volante pelle-legno riscaldabile e climatizzatore automatico quadrizona.

#### Struttura e motorizzazioni
Accanto alla scocca a deformazione programmata, vengono adottate nuove soluzioni, come il cofano motore che si solleva automaticamente di poco in caso di urto con un pedone per limitare i danni a quest'ultimo. Inoltre, lo spazio tra cofano e motore è stato aumentato per garantire maggior sicurezza in seguito ad un impatto.
Le soluzioni previste per il comparto sospensioni confermano la presenza del sistema pneumatico AIRMATIC, già introdotto nella generazione precedente, ed in cui la taratura (a scelta tra modalità Comfort e modalità Sport) è selezionabile mediante un pulsante anziché essere a gestione completamente automatica. L'avantreno è a quadrilateri sovrapposti, mentre il retrotreno è di tipo multilink. È presente inoltre anche il sistema ABC (Active Body Control) per la gestione dell'altezza da terra del corpo vettura.

L'impianto frenante, provvisto di ABS e BAS Plus si avvale di dischi autoventilanti su entrambi gli assi, mentre lo sterzo conferma la soluzione a cremagliera al posto di quella più raffinata a circolazione di sfere, oramai abbandonata dalla Casa tedesca.
Al suo debutto, la W221 era prevista in sole due motorizzazioni, entrambe a benzina:
- S350, equipaggiata dal V6 M272 da 3.5 litri e 272 CV;
- S500, nota come S550 negli USA ed equipaggiata invece dal più potente V8 M273 da 5.5 litri e 388 CV.

Entrambe le motorizzazioni sono equipaggiate dal cambio automatico-sequenziale 7G-Tronic a 7 rapporti ed è presente anche il controllo di trazione 4ETS.

### Evoluzione

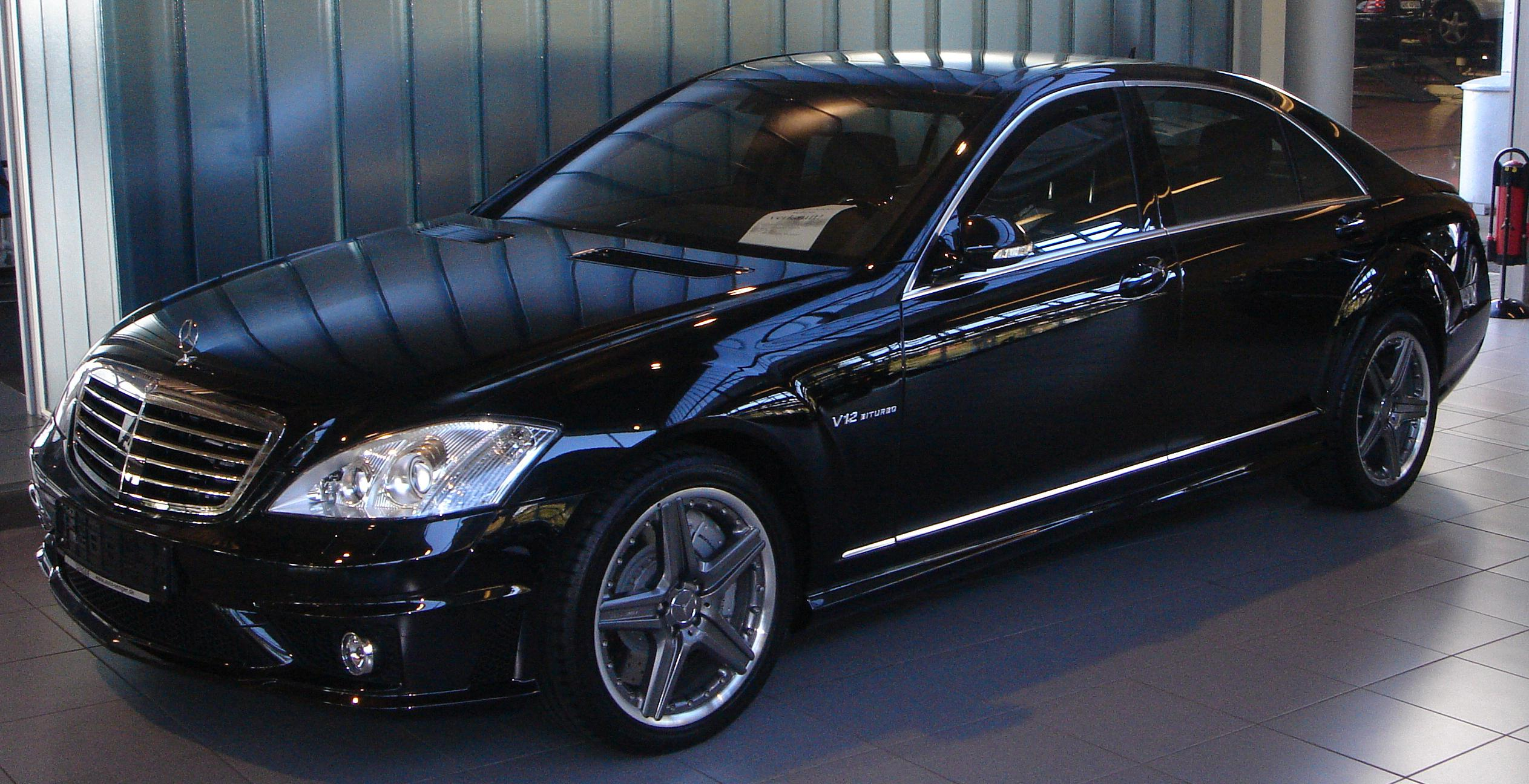
Una S65 AMG

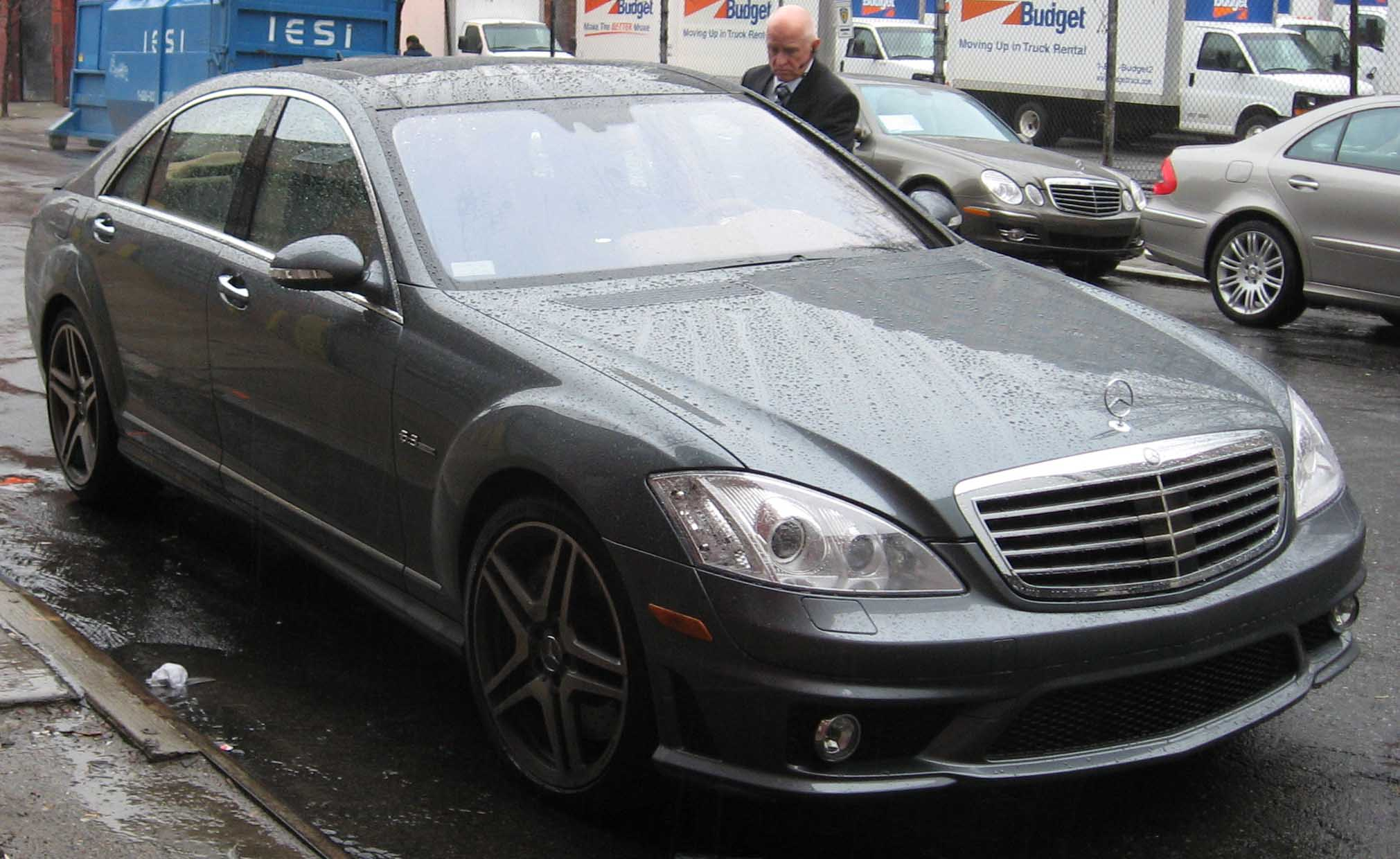
Una Mercedes-Benz S63 AMG

La gamma, ristretta al momento del debutto del modello, venne ampliata nel 2006 con la comparsa di altre motorizzazioni. Nel corso di quell'anno, infatti, vennero introdotti i seguenti modelli:
- S450, equipaggiata da un 4.7 litri molto simile al motore della S500 e che era in grado di erogare fino a 340 CV;
- S600, disponibile solo in versione Lunga ed equipaggiata da un V12 biturbo da 5.5 litri con potenza massima di 517 CV, mentre il cambio utilizzato era l'automatico NAG a 5 rapporti;
- S63 AMG, versione AMG della serie W221, rivista nell'officina di Affalterbach e spinta da un motore V8 da 6.2 litri aspirato che poteva erogare fino a 525 CV. Tale versione sarebbe giunta in Italia solo nei primi mesi dell'anno seguente;
- S65 AMG: versione più potente della precedente, in cui il V12 biturbo da 6 litri (già montato sulle super-ammiraglie Maybach 57 e 62) poteva erogare fino a 612 CV. Il cambio è l'automatico sequenziale Speedshift a 5 rapporti;
- S320 CDI, versione a gasolio spinta da un 3 litri turbodiesel common rail da 235 CV;
- S420 CDI, versione di punta tra le due a gasolio: presentano un V8 turbodiesel da 4 litri che permette di erogare fino a 320 CV.

Inoltre, sempre nel 2006, quasi tutta la gamma (tranne le AMG, la S320 e la S420 CDI) sono disponibili anche con trazione integrale 4-Matic, mentre per alcuni mercati asiatici tra cui la Cina e la Malaysia (ritenuti giustamente strategici per il mercato della W221) è stata introdotta la S300, spinta da un V6 di 3 litri in grado di erogare 231 CV di potenza massima.
Nel 2007 la trazione integrale 4-Matic venne estesa anche alla S350 e la S63 AMG viene importata anche nel nostro Paese. Nel 2008 la S320 CDI venne sostituita dalla S320 CDI BlueEFFICIENCY, equipaggiata con alcuni dispositivi atti alla riduzione di consumi ed emissioni nocive. Ciò, però, avvenne solo in alcuni mercati, tra cui quello tedesco, mentre in altri mercati, come per esempio quello italiano, il modello continuò ad essere commercializzato semplicemente come S320 CDI. Nello stesso anno, al Salone di Parigi, Mercedes-Benz presenta la S400 Hybrid: il suo propulsore da 3.5 litri era direttamente derivato dal V6 di pari cilindrata montato sulla S350, ed era accoppiato ad un motore elettrico da 20 CV. L'alimentazione di tale motore sfrutta una batteria agli ioni di litio. In questo modo è possibile ridurre consumi ed emissioni. Tale modello verrà lanciato però solo a partire dal 2009, in occasione del restyling del modello.
Nel 2011 viene presentata la versione a gasolio S 250 CDI, dotata di un evoluto e “discreto” motore turbo diesel di 2.1 litri da 204 cv; questa versione si rivelerà capace di buone prestazioni ed eccellente economia; con l’introduzione di questo modello a quattro cilindri, la W221 diventa detentrice, ancora unica nella storia dell’automobile, di un singolare primato: aver adottato durante la sua produzione, motori con 4, 6, 8 e 12 cilindri.

#### Restyling

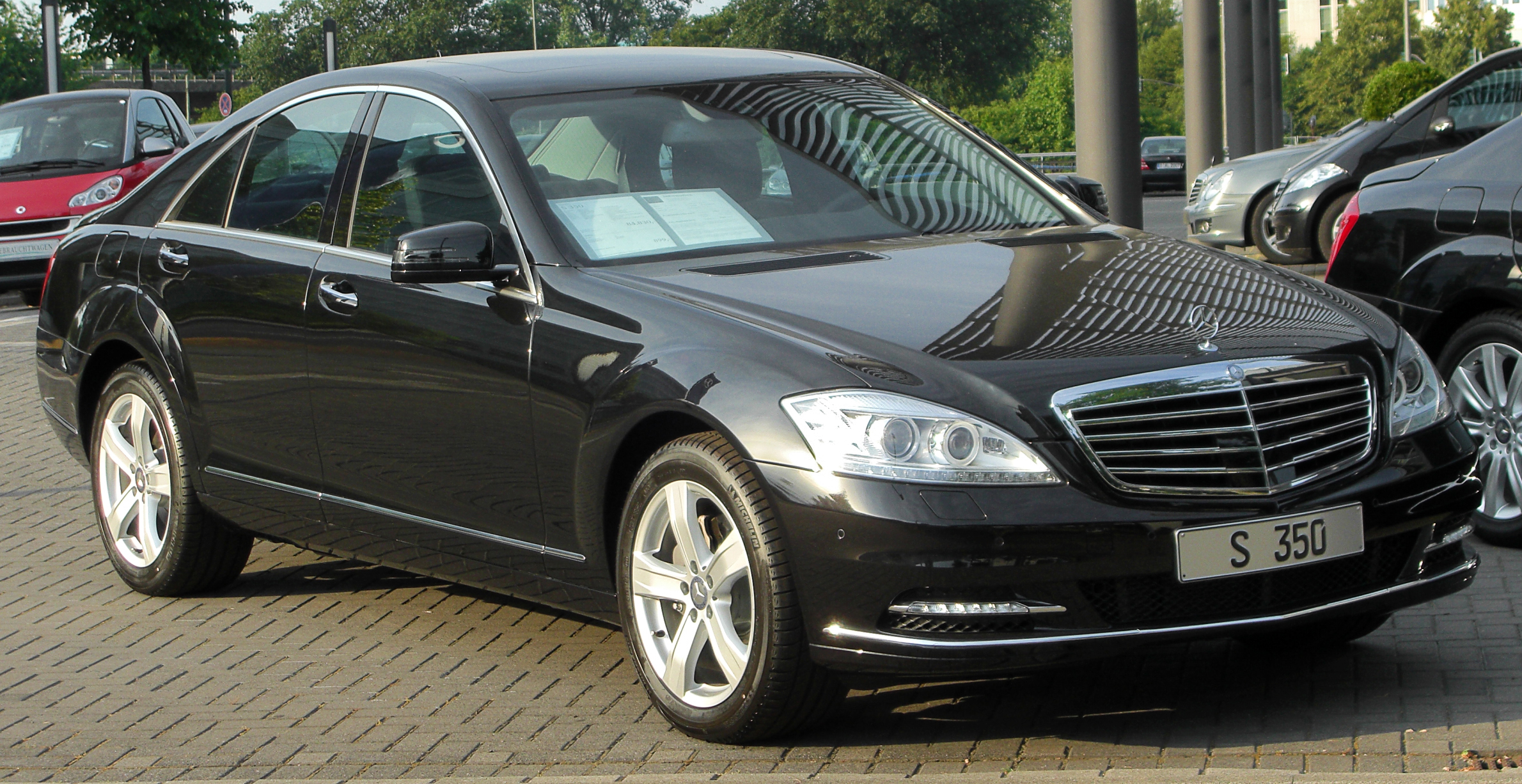
Una W221 S350 dopo il restyling

Il restyling della W221, oltre ad essere l'occasione per il lancio della versione ibrida, è anche motivo di ulteriori aggiornamenti per l'ammiraglia tedesca. Esternamente, le modifiche più evidenti comprendono: modificati nella forma i due paraurti con l'introduzione di prese d'aria e luci diurne a led su quello anteriore, ridisegnati i fari anteriori e posteriori, nuovi specchietti retrovisori esterni adattati allo styling introdotto nello stesso anno con la nuova generazione della Classe E, nuovi terminali di scarico trapezoidali e finto diffusore d'aria posteriore. Nell'abitacolo, gli aggiornamenti sono meno vistosi, ed includono un nuovo volante multifunzione e la possibilità di scegliere fra tre diversi tipi di inserti in legno e tre diversi tipi di luci interne soffuse. Dal punto di vista tecnico, invece, sono stati ottimizzati alcuni dispositivi di sicurezza, come il Pre-SAFE ed il visore notturno ad infrarossi. Viene inoltre montato l'Active Body Control, un sistema di correzione automatica dell'assetto e della stabilità, già presente in altri precedenti modelli della Casa tedesca, e che in questo caso è stato aggiornato per contrastare anche i colpi di vento laterale. Per quanto riguarda la gamma, l'unica novità è stata la S400 Hybrid, mentre per il resto cambiano solo alcune denominazioni: la S420 CDI diventa S450 CDI, mentre la S320 CDI BlueEFFICIENCY diventa S350 CDI BlueEFFICIENCY. In entrambi i casi, però, non vi sono state novità tecniche di rilievo.
La produzione post-restyling continua, proponendo delle novità anche nel 2010: la S450 CDI scompare dal listino, mentre la S350 CDI BlueEFFICIENCY viene sostituita dalla S350 BlueTEC, che porta all'esordio nella gamma W221 la tecnologia BlueTEC, che secondo la Casa è in grado di abbattere dell'80% l'emissione di ossidi d'azoto e di rendere la vettura già compatibile con le normative Euro 6, la cui entrata in vigore è prevista per il 2014. Il segreto di tale tecnologia sta in un liquido denominato AdBlue, posto in un serbatoio da 25 litri e che viene iniettato poco per volta a valle del collettore di scarico, poco prima che il flusso entri nel catalizzatore. Tale liquido, a base di urea, all'interno del catalizzatore si trasforma in ammoniaca, la quale si combina con gli ossidi di azoto e li trasforma in azoto e acqua. La S350 BlueTEC è motorizzata con un 3 litri turbodiesel common rail da 258 CV, caratterizzata da un'elevata coppia motrice, il cui valore massimo di 620 Nm viene raggiunto già a 1600 giri/min. Un altro aggiornamento riguarda l'uscita di produzione della S450 CDI: la S350 BlueTEC diventa quindi il top di gamma tra le versioni a gasolio. Alla fine dello stesso anno le due versioni AMG vengono aggiornate con l'introduzione di due nuovi motori: la S63 AMG è motorizzata dal nuovo motore M157 biturbo da 5.5 litri, della potenza di 544 CV (disponibile a richiesta anche con pacchetto Performance da 571 CV). La S65 AMG riceve invece un aggiornamento al motore 6 litri biturbo la cui potenza passa da 612 a 630 CV.
All'inizio del 2011 si ha l'introduzione della S250 CDI; per la prima volta una Classe S viene equipaggiata con un motore a 4 cilindri, in questo caso il 2.1 litri già montato su molti modelli di fascia media e medio-alta, con sovralimentazione bi-stadio e potenza di 204 CV. Poco tempo dopo, la S500 viene sostituita dalla S500 BlueEFFICIENCY, equipaggiata dal nuovo V8 biturbo da 4.7 litri, con potenza di 435 CV. Nello stesso periodo, la S350 viene sostituita dalla S350 BlueEFFICIENCY, mossa da un altro nuovo propulsore, il V6 da 3.5 litri con potenza di 306 CV ed alimentazione ad iniezione diretta.
Per festeggiare i 125 anni dei marchi Daimler e Benz (ricorrenza più impropriamente nota come "i 125 anni della Mercedes-Benz"), la W221 è stata proposta nell'estate del 2011 anche in allestimento Grand Edition, caratterizzato esteriormente da appendici aerodinamiche e cerchi in lega stile AMG, una dotazione di serie molto ricca ed alcune modifiche tecniche tra cui i dischi freno maggiorati. L'allestimento Grand Edition è previsto per le versioni S250 CDI, S350 BlueTEC, S350 ed S500.
La gamma W221 si avvia a questo punto verso la fine della sua produzione: nel 2012 non si sono avute novità di sorta, mentre all'inizio del 2013 cessa la produzione, ma il modello rimane in listino giusto per smaltire le scorte giacenti. A partire dal mese di giugno diviene possibile ordinare la nuova generazione della Classe S, ossia la serie W222.

#### La S400 Hybrid

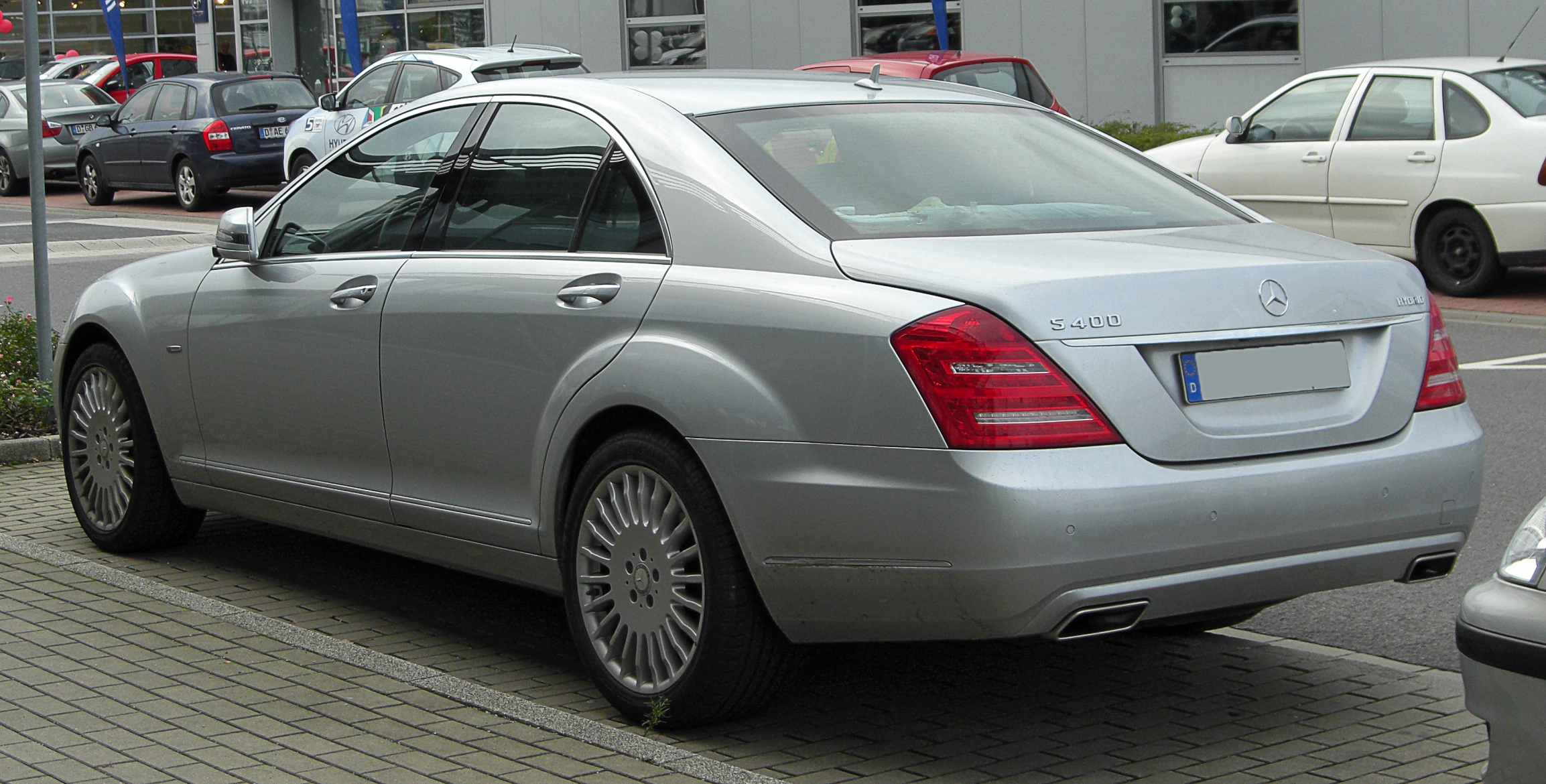
Una W221 S400 Hybrid

Si tratta di una delle prime automobili a montare una batteria agli ioni di litio; batteria che va ad alimentare un motore elettrico a magnete permanente con corrente alternata trifase, in grado di erogare una potenza massima di 20 CV ed una coppia massima di 160 Nm. Tale motore è accoppiato al motore 3.5 litri utilizzato sulla S350 di normale produzione, salvo che per alcuni accorgimenti i quali comprendono una diversa fasatura della distribuzione e nuovi pistoni, con il risultato di far guadagnare 7 CV in più al motore endotermico. Il motore elettrico funge anche da motorino di avviamento e anche da dispositivo Start/Stop automatico per le fermate ai semafori o in coda. Inoltre può funzionare anche da alternatore in modo da poter convertire la forza frenante in energia elettrica da passare alla batteria in modo da ricaricarla. La S400 Hybrid riesce a percorrere in autostrada fino a 9.7 km/litro contro gli 8.3 della S350 normalmente prodotta, consentendo quindi un'autonomia maggiore di 144 km. Commercializzata unicamente a trazione posteriore e con due varianti di passo.

#### Altre versioni speciali
La gamma W221 comprende anche alcune versioni "speciali" vendute in un numero limitato di esemplari. Oltre alla S400 Hybrid vi è la versione blindata, denominata S-Guard e commercializzata a partire dal 2009, oltre che sulla base della S600 Lunga, anche sulla base della S450 CDI la quale però è uscita di produzione nel 2010.
Questo modello, disponibile in due livelli di blindatura, era principalmente indirizzato verso personaggi pubblici come per esempio l'ex presidente tedesco Horst Köhler. La S600 Guard è stata prodotta anche in versione Pullman, caratterizzata da un passo di ben 4.32 m e da una lunghezza totale di 6,36 metri.

### Riepilogo caratteristiche e versioni
Di seguito vengono riepilogate le caratteristiche delle versioni previste per la gamma W221/V221. I prezzi si riferiscono al momento del debutto nel mercato italiano ed al livello di allestimento Elegance (il meno costoso). I dati relativi a prestazioni e consumi sono quelli dichiarati dalla Casa.
| Modello | Carrozzeria | Sigla telaio | Motore                | Cilindrata cm³ | Potenza CV/rpm   | Coppia Nm/rpm   | Cambio/n°rapporti | Massa a vuoto (kg) | Velocità max | Acceler. 0–100 km/h | Consumo (l/100 km) | Emissioni CO2 (g/km) | Anni di produzione | Prezzo al debutto in Euro |
| Versioni a benzina |             |              |                       |                |                  |                 |                   |                    |              |                     |                    |                      |                    |                           |
| S3001 | normale     | 221.054      | M272E30 (272.946)     | 2996           | 231/6000         | 300/ 2500-5000  | AS/7 (7G-Tronic)  | -                  | 245          | 8"2                 | 10.1               | -                    | 2006-11            | -                         |
| S3001 | Lunga       | 221.154      | M272E30 (272.946)     | 2996           | 231/6000         | 300/ 2500-5000  | AS/7 (7G-Tronic)  | -                  | 245          | 8"2                 | 10.1               | -                    | 2006-11            | -                         |
| S350 | normale     | 221.056      | M272E35 (272.965)     | 3498           | 272/6000         | 350/ 2400-5500  | AS/7 (7G-Tronic)  | 1.805              | 250          | 7"3                 | 10.3               | 242                  | 2006-11            | 80.779                    |
| S350 | Lunga       | 221.156      | M272E35 (272.965)     | 3498           | 272/6000         | 350/ 2400-5500  | AS/7 (7G-Tronic)  | 1.850              | 250          | 7"3                 | 10.3               | 242                  | 2006-11            | 88.243                    |
| S350 4-Matic | normale     | 221.087      | M272E35 (272.975)     | 3498           | 272/6000         | 350/ 2400-5500  | AS/7 (7G-Tronic)  | 1.875              | 250          | 7"3                 | 10.6               | 254                  | 2007-13            | 85.963                    |
| S350 4-Matic | Lunga       | 221.187      | M272E35 (272.975)     | 3498           | 272/6000         | 350/ 2400-5500  | AS/7 (7G-Tronic)  | 1.920              | 250          | 7"3                 | 10.7               | 156                  | 2007-13            | 93.427                    |
| S350 BlueEFFICIENCY | normale     | 221.057      | M276DE35              | 3498           | 306/6500         | 370/ 3500-5250  | AS/7 (7G-Tronic)  | 1.835              | 250          | 6"9                 | 7.6                | 177                  | 2011-13            | 90.120                    |
| S350 BlueEFFICIENCY | Lunga       | 211.157      | M276DE35              | 3498           | 306/6500         | 370/ 3500-5250  | AS/7 (7G-Tronic)  | 1.880              | 250          | 7"                  | 7.6                | 182                  | 2011-13            | 95.218                    |
| S350 4Matic BlueEFFICIENCY | normale     | 221.082      | M276DE35              | 3498           | 306/6500         | 370/ 3500-5250  | AS/7 (7G-Tronic)  | 1.905              | 250          | 6"9                 | 7.6                | 189                  | 2011-13            | 93.960                    |
| S350 4Matic BlueEFFICIENCY | Lunga       | 221.182      | M276DE35              | 3498           | 306/6500         | 370/ 3500-5250  | AS/7 (7G-Tronic)  | 1975               | 250          | 7"                  | 7.6                | 194                  | 2011-13            | 99.250                    |
| S400 Hybrid | normale     | 221.095      | M272E35 (272.974)     | 3498           | 279/6000 + 20CV2 | 385/ 2400-5000  | AS/7 (7G-Tronic)  | 1.880              | 250          | 7"2                 | 7.9                | 186                  | 2009-13            | 94.440                    |
| S400 Hybrid | Lunga       | 221.195      | M272E35 (272.974)     | 3498           | 279/6000 + 20CV2 | 385/ 2400-5000  | AS/7 (7G-Tronic)  | 1.945              | 250          | 7"2                 | 8                  | 188                  | 2009-13            | 99.240                    |
| S450 | normale     | 221.070      | M273E46 (273.922)     | 4663           | 340/6000         | 460/ 2700-5000  | AS/7 (7G-Tronic)  | 1.865              | 250          | 5"9                 | 11.2               | 267                  | 2006-10            | 89.971                    |
| S450 | Lunga       | 221.170      | M273E46 (273.922)     | 4663           | 340/6000         | 460/ 2700-5000  | AS/7 (7G-Tronic)  | 1.910              | 250          | 5"9                 | 11.3               | 269                  | 2006-10            | 97.431                    |
| S450 4-Matic | normale     | 221.084      | M273E46 (273.924)     | 4663           | 340/6000         | 460/ 2700-5000  | AS/7 (7G-Tronic)  | 1.935              | 250          | 5"9                 | 11.6               | 277                  | 2006-10            | 93.871                    |
| S450 4-Matic | Lunga       | 221.184      | M273E46 (273.924)     | 4663           | 340/6000         | 460/ 2700-5000  | AS/7 (7G-Tronic)  | 1.980              | 250          | 5"9                 | 11.7               | 279                  | 2006-10            | 101.331                   |
| S5003 | normale     | 221.071      | M273E55 (273.961)     | 5461           | 388/6000         | 530/ 2800-4800  | AS/7 (7G-Tronic)  | 1.940              | 250          | 5"4                 | 11.9               | 279                  | 2005-11            | 101.311                   |
| S5003 | Lunga       | 221.171      | M273E55 (273.961)     | 5461           | 388/6000         | 530/ 2800-4800  | AS/7 (7G-Tronic)  | 1.995              | 250          | 5"4                 | 12                 | 283                  | 2005-11            | 106.843                   |
| S500 4-Matic | normale     | 221.086      | M273E55 (273.968)     | 5461           | 388/6000         | 530/ 2800-4800  | AS/7 (7G-Tronic)  | 2.010              | 250          | 5"4                 | 12.1               | 289                  | 2006-11            | 105.541                   |
| S500 4-Matic | Lunga       | 221.186      | M273E55 (273.968)     | 5461           | 388/6000         | 530/ 2800-4800  | AS/7 (7G-Tronic)  | 2.060              | 250          | 5"4                 | 12.2               | 291                  | 2006-11            | 111.141                   |
| S500 BlueEFFICIENCY | normale     | 221.073      | M278DE46AL            | 4663           | 435/6000         | 700/ 1800-3500  | AS/7 (7G-Tronic)  | 1.935              | 250          | 5"                  | 9.5                | 219                  | 2011-13            | 106.728                   |
| S500 BlueEFFICIENCY | Lunga       | 221.173      | M278DE46AL            | 4663           | 435/6000         | 700/ 1800-3500  | AS/7 (7G-Tronic)  | 1.990              | 250          | 5"                  | 9.6                | 224                  | 2011-13            | 112.740                   |
| S500 4Matic BlueEFFICIENCY | normale     | 221.094      | M278DE46AL            | 4663           | 435/6000         | 700/ 1800-3500  | AS/7 (7G-Tronic)  | 2.000              | 250          | 5"                  | 9.8                | 230                  | 2011-13            | 110.562                   |
| S500 4Matic BlueEFFICIENCY | Lunga       | 221.194      | M278DE46AL            | 4663           | 435/6000         | 700/ 1800-3500  | AS/7 (7G-Tronic)  | 2.070              | 250          | 5"                  | 9.9                | 235                  | 2011-13            | 116.580                   |
| S600 | Lunga       | 221.176      | M275KE55LA            | 5513           | 517/5000         | 830/ 1800-3500  | A/5 NAG           | 2.135              | 250          | 4"6                 | 14.3               | 340                  | 2006-09            | 151.561                   |
| S600 | Lunga       | 221.176      | M275KE55LA            | 5513           | 517/5000         | 830/ 1800-3500  | AS/7              | 2.135              | 250          | 4"6                 | 14.1               | 329                  | 2009-13            | 164.390                   |
| S63 AMG | normale     | 221.077      | M156E63 (156.984)     | 6208           | 525/6800         | 630/5200        | AS/7 7G-Tronic    | 1.995              | 250          | 4"6                 | 14.9               | 355                  | 2006-10            | 143.041                   |
| S63 AMG | normale     | -            | M157DE55LA            | 5461           | 544/5500         | 800/ 2000-4500  | AS/7 7G-Tronic    | 2.055              | 250          | 4"5                 | 10.6               | 244                  | 2010-13            | 160.920                   |
| S63 AMG | Lunga       | 221.177      | M156E63 (156.984)     | 6208           | 525/6800         | 630/5200        | AS/7 7G-Tronic    | 2.040              | 250          | 4"6                 | 14.9               | 355                  | 2006-10            | 147.841                   |
| S63 AMG | Lunga       | -            | M157DE55LA            | 5461           | 544/5500         | 800/ 2000-4500  | AS/7 7G-Tronic    | 2.095              | 250          | 4"5                 | 10.6               | 244                  | 2010-13            | 168.380                   |
| S63 AMG V-Max4 | normale     | 221.077      | M156E63 (156.984)     | 6208           | 525/6800         | 630/5200        | AS/7 7G-Tronic    | 1.995              | 300          | 4"6                 | 14.9               | 355                  | 2006-10            | 146.281                   |
| S63 AMG V-Max4 | Lunga       | 221.177      | M156E63 (156.984)     | 6208           | 525/6800         | 630/5200        | AS/7 7G-Tronic    | 2.040              | 300          | 4"6                 | 14.9               | 355                  | 2006-10            | 151.081                   |
| S63 AMG Performance | normale     | 221.074      | M157DE55LA            | 5461           | 544/5500         | 800/ 2000-4500  | AS/7 7G-Tronic    | 2.055              | 300          | 4"5                 | 10.6               | 244                  | 2010-13            | 170.400                   |
| S63 AMG Performance | Lunga       | 221.174      | M157DE55LA            | 5461           | 544/5500         | 800/ 2000-4500  | AS/7 7G-Tronic    | 2.095              | 300          | 4"5                 | 10.6               | 250                  | 2010-13            | 177.860                   |
| S65 AMG V-Max4 | Lunga       | 221.179      | M275KE60LA (275.986)  | 5980           | 612/ 4800-5100   | 1000/ 2000-4000 | AS/5 Speedshift   | 2.195              | 300          | 4"4                 | 14.8               | 334                  | 2006-10            | 213.511                   |
| S65 AMG V-Max4 | Lunga       | 221.179      | M275KE60LA (275.986)  | 5980           | 630/ 4800-5100   | 1000/2000       | AS/5 Speedshift   | 2.200              | 300          | 4"4                 | 14.3               | 334                  | 2010-13            | 242.546                   |
| Versioni a gasolio |             |              |                       |                |                  |                 |                   |                    |              |                     |                    |                      |                    |                           |
| S250 CDI BlueEFFICIENCY | normale     | 221.003      | OM651DE22LA           | 2143           | 204/4200         | 500/ 1600-1800  | AS/7 7G-Tronic    | 1.820              | 250          | 8"2                 | 5.8                | 149                  | 12/2010-06/2013    | 76.680                    |
| S250 CDI BlueEFFICIENCY | Lunga       | 221.103      | OM651DE22LA           | 2143           | 204/4200         | 500/ 1600-1800  | AS/7 7G-Tronic    | 1.895              | 250          | 8"2                 | 5.8                | 149                  | 12/2010-06/2013    | 84.576                    |
| S320 CDI5 | normale     | 221.022      | OM642DE30LA (642.930) | 2987           | 235/3600         | 540/ 1600-2400  | AS/7 7G-Tronic    | 1.880              | 250          | 7"8                 | 8.3                | 220                  | 2006-09            | 79.371                    |
| S320 CDI5 | Lunga       | 221.122      | OM642DE30LA (642.930) | 2987           | 235/3600         | 540/ 1600-2400  | AS/7 7G-Tronic    | 1.925              | 250          | 7"8                 | 8.4                | 223                  | 2006-09            | 86.901                    |
| S350 BlueEFFICIENCY | normale     | 221.022      | OM642DE30LA (642.930) | 2987           | 235/3600         | 540/ 1600-2400  | AS/7 7G-Tronic    | 1.880              | 250          | 7"8                 | 7.6                | 207                  | 2009-10            | 84.370                    |
| S350 BlueEFFICIENCY | Lunga       | 221.122      | OM642DE30LA (642.930) | 2987           | 235/3600         | 540/ 1600-2400  | AS/7 7G-Tronic    | 1.950              | 250          | 7"8                 | 7.8                | 210                  | 2009-10            | 89.170                    |
| S350 BlueTEC | normale     | 221.022      | OM642DE30LA           | 2987           | 258/3600         | 540/ 1600-2400  | AS/7 7G-Tronic    | 1.920              | 250          | 7"1                 | 6.8                | 177                  | 2010-13            | 87.840                    |
| S350 BlueTEC | Lunga       | 221.122      | OM642DE30LA           | 2987           | 258/3600         | 540/ 1600-2400  | AS/7 7G-Tronic    | 1.995              | 250          | 7"1                 | 7                  | 180                  | 2010-13            | 93.120                    |
| S320 CDI 4-Matic5 | normale     | 221.080      | OM642DE30LA (642.930) | 2987           | 235/3600         | 540/ 1600-2400  | AS/7 7G-Tronic    | 1.950              | 245          | 7"8                 | 7.9                | 227                  | 2006-09            | 83.211                    |
| S320 CDI 4-Matic5 | Lunga       | 221.180      | OM642DE30LA (642.930) | 2987           | 235/3600         | 540/ 1600-2400  | AS/7 7G-Tronic    | 1.995              | 245          | 7"8                 | 7.9                | 227                  | 2006-09            | 90.741                    |
| S350 BlueEFFICIENCY 4-Matic | normale     | 221.080      | OM642DE30LA (642.930) | 2987           | 235/3600         | 540/ 1600-2400  | AS/7 7G-Tronic    | 1.950              | 245          | 7"8                 | 8                  | 207                  | 2009-10            | 84.370                    |
| S350 BlueEFFICIENCY 4-Matic | Lunga       | 221.180      | OM642DE30LA (642.930) | 2987           | 235/3600         | 540/ 1600-2400  | AS/7 7G-Tronic    | 1.995              | 245          | 7"8                 | 8                  | 210                  | 2009-10            | 93.010                    |
| S350 BlueTEC 4-Matic | normale     | 221.022      | OM642DE30LA           | 2987           | 258/3600         | 540/ 1600-2400  | AS/7 7G-Tronic    | 1.920              | 245          | 7"1                 | 6.8                | 177                  | 2010-13            | 91.680                    |
| S350 BlueTEC 4-Matic | Lunga       | 221.122      | OM642DE30LA           | 2987           | 258/3600         | 540/ 1600-2400  | AS/7 7G-Tronic    | 1.995              | 245          | 7"1                 | 7                  | 180                  | 2010-13            | 96.950                    |
| S420 CDI | normale     | 221.028      | OM629DE40LA (629.911) | 3996           | 320/3600         | 730/2200        | AS/7 7G-Tronic    | 2.015              | 250          | 6"6                 | 9.4                | 247                  | 2006-09            | 97.441                    |
| S420 CDI | Lunga       | 221.128      | OM629DE40LA (629.911) | 3996           | 320/3600         | 730/2200        | AS/7 7G-Tronic    | 2.065              | 250          | 6"6                 | 9.4                | 247                  | 2006-09            | 104.881                   |
| S450 CDI | normale     | 221.028      | OM629DE40LA (629.911) | 3996           | 320/3600         | 730/2200        | AS/7 7G-Tronic    | 2.015              | 250          | 6"6                 | 9.4                | 240                  | 2009-10            | 102.370                   |
| S450 CDI | Lunga       | 221.128      | OM629DE40LA (629.911) | 3996           | 320/3600         | 730/2200        | AS/7 7G-Tronic    | 2.065              | 250          | 6"6                 | 9.4                | 240                  | 2006-10            | 107.170                   |
| 1Solo per alcuni mercati asiatici 220CV derivanti dal motore elettrico montato, per un totale di 299 CV 3Commercializzata come S550 negli USA, e solo a passo lungo 4Dal 2009 ridenominata come S63 AMG Performance 5Commercializzata dal 2008 al 2009 come S320 BlueEFFICIENCY in alcuni mercati (ma non per l'Italia) |             |              |                       |                |                  |                 |                   |                    |              |                     |                    |                      |                    |                           |

#### Altri dati tecnici
Lunghezza versione a passo lungo: 5,290 metri,
Larghezza versione a passo lungo: 1,872 metri (2.115 metri inclusi retrovisori),
Passo versione a passo lungo: 3,165 metri,
Altezza versione a passo lungo: 1,473 metri,
Serbatoio carburante: 90 litri, con 11 litri di riserva, (14 litri per AMG),
Diametro di sterzata: 11.8 metri, 12.2 metri per le versioni a passo lungo.
Volume bagagliaio: 560 litri,